# Élections régionales de 2015 à Souss-Massa

Carte de la région.

Les élections régionales à Souss-Massa se déroulent le 4 septembre 2015.

## Résultats

### Global
|                          | Mohamed Ourriche         | PJD                      | 216 859   | 33,60 | 23 |  |  |
|                          | Abdessamad Kayouh        | PI                       | 126 788   | 19,65 | 9  |  |  |
|                          | Mohamed Bouhdoud         | RNI                      | 115 916   | 17,96 | 11 |  |  |
|                          | Abdellatif Ouahbi        | PAM                      | 88 552    | 13,72 | 7  |  |  |
|                          | Hassan Merzouqi          | USFP                     | 36 132    | 5,60  | 2  |  |  |
|                          | Taieb Hassani            | PPS                      | 26 894    | 4,17  | 4  |  |  |
|                          | M'barek Najib            | UC                       | 10 976    | 1,70  | 0  |  |  |
|                          | Omar Cheikh              | FGD                      | 10 026    | 1,55  | 1  |  |  |
|                          |                          |                          |           |       |    |  |  |
| Total                    | Total                    | Total                    | 1 139 862 | 100   | 57 |  |  |
| Abstentions              | Abstentions              | Abstentions              | 494 472   | 43,38 |    |  |  |
| Inscrits / Participation | Inscrits / Participation | Inscrits / Participation | 645 390   | 56,62 |    |  |  |

### Par préfecture et province

#### Agadir Ida-Outanan
| Parti       | Parti                                         | Suffrage | Suffrage | Sièges | Sièges |
| Parti       | Parti                                         | #        | %        | #      | %      |
| ----------- | --------------------------------------------- | -------- | -------- | ------ | ------ |
|             | Parti de la justice et du développement (PJD) | 37 414   | 38,42    | 5      | 41,67  |
|             | Rassemblement national des indépendants (RNI) | 17 258   | 17,72    | 3      | 25,00  |
|             | Parti authenticité et modernité (PAM)         | 13 915   | 14,29    | 2      | 16,66  |
|             | Union socialiste des forces populaires (USFP) | 7 674    | 7,88     | 1      | 8,33   |
|             | Parti de l'Istiqlal (PI)                      | 7 650    | 7,86     | 1      | 8,33   |
|             | Parti du progrès et du socialisme (PPS)       | 5 752    | 5,91     |        |        |
|             | Sans étiquette                                | 3 780    | 3,88     |        |        |
|             | Mouvement populaire (MP)                      | 2 660    | 2,73     |        |        |
|             | Fédération de la gauche démocratique (FGD)    | 933      | 0,96     |        |        |
|             | Parti de la réforme et du développement (PRD) | 333      | 0,34     |        |        |
|             |                                               |          |          |        |        |
| Inscrits    | Inscrits                                      | 222 710  | 100,00   |        |        |
| Abstentions | Abstentions                                   | 125 341  | 56,28    |        |        |
| Exprimés    | Exprimés                                      | 97 369   | 43,72    |        |        |

#### Chtouka-Aït Baha
| Parti       | Parti                                         | Suffrage | Suffrage | Sièges | Sièges |
| Parti       | Parti                                         | #        | %        | #      | %      |
| ----------- | --------------------------------------------- | -------- | -------- | ------ | ------ |
|             | Parti de la justice et du développement (PJD) | 23 635   | 25,45    | 2      | 25,00  |
|             | Parti de l'Istiqlal (PI)                      | 22 495   | 24,23    | 2      | 25,00  |
|             | Parti authenticité et modernité (PAM)         | 20 924   | 22,53    | 2      | 25,00  |
|             | Rassemblement national des indépendants (RNI) | 8 189    | 8,82     | 1      | 12,50  |
|             | Fédération de la gauche démocratique (FGD)    | 7 583    | 8,17     | 1      | 12,50  |
|             | Union constitutionnelle (UC)                  | 3 835    | 4,13     |        |        |
|             | Union socialiste des forces populaires (USFP) | 3 681    | 3,96     |        |        |
|             | Parti du progrès et du socialisme (PPS)       | 1 943    | 2,09     |        |        |
|             | Parti du centre social (PCS)                  | 375      | 0,40     |        |        |
|             | Parti des Néo-Démocrates (MDS)                | 194      | 0,21     |        |        |
|             |                                               |          |          |        |        |
| Inscrits    | Inscrits                                      | 147 270  | 100,00   |        |        |
| Abstentions | Abstentions                                   | 54 416   | 36,95    |        |        |
| Exprimés    | Exprimés                                      | 92 854   | 63,05    |        |        |

#### Inezgane-Aït Melloul
| Parti       | Parti                                         | Suffrage | Suffrage | Sièges | Sièges |
| Parti       | Parti                                         | #        | %        | #      | %      |
| ----------- | --------------------------------------------- | -------- | -------- | ------ | ------ |
|             | Parti de la justice et du développement (PJD) | 50 314   | 54,40    | 7      | 58,33  |
|             | Parti de l'Istiqlal (PI)                      | 9 494    | 10,26    | 2      | 16,67  |
|             | Parti du progrès et du socialisme (PPS)       | 8 292    | 8,97     | 2      | 16,67  |
|             | Parti authenticité et modernité (PAM)         | 6 788    | 7,34     | 1      | 8,33   |
|             | Rassemblement national des indépendants (RNI) | 6 227    | 6,73     |        |        |
|             | Union socialiste des forces populaires (USFP) | 5 708    | 6,17     |        |        |
|             | Front des forces démocratiques (FFD)          | 3 334    | 3,60     |        |        |
|             | Parti de la renaissance et de la vertu (PRV)  | 1 025    | 1,11     |        |        |
|             | Fédération de la gauche démocratique (FGD)    | 555      | 0,60     |        |        |
|             | Parti des Néo-Démocrates (PND)                | 449      | 0,49     |        |        |
|             | Parti de l'unité et de la démocratie (PUD)    | 307      | 0,33     |        |        |
|             |                                               |          |          |        |        |
| Inscrits    | Inscrits                                      | 200 592  | 100,00   |        |        |
| Abstentions | Abstentions                                   | 108 099  | 53,89    |        |        |
| Exprimés    | Exprimés                                      | 92 493   | 46,11    |        |        |

#### Taroudant
| Parti       | Parti                                         | Suffrage | Suffrage | Sièges | Sièges |
| Parti       | Parti                                         | #        | %        | #      | %      |
| ----------- | --------------------------------------------- | -------- | -------- | ------ | ------ |
|             | Parti de la justice et du développement (PJD) | 76 876   | 29,62    | 4      | 33,33  |
|             | Parti de l'Istiqlal (PI)                      | 73 168   | 28,19    | 3      | 25,00  |
|             | Rassemblement national des indépendants (RNI) | 51 508   | 19,85    | 3      | 25,00  |
|             | Parti authenticité et modernité (PAM)         | 39 768   | 15,32    | 2      | 16,67  |
|             | Union socialiste des forces populaires (USFP) | 10 316   | 3,98     |        |        |
|             | Union constitutionnelle (UC)                  | 5 061    | 1,95     |        |        |
|             | Parti du progrès et du socialisme (PPS)       | 2 533    | 0,98     |        |        |
|             | Parti du renouveau et de l'équité (PRE)       | 290      | 0,11     |        |        |
|             |                                               |          |          |        |        |
| Inscrits    | Inscrits                                      | 393 153  | 100,00   |        |        |
| Abstentions | Abstentions                                   | 133 633  | 33,99    |        |        |
| Exprimés    | Exprimés                                      | 259 520  | 66,01    |        |        |

#### Tata
| Parti       | Parti                                         | Suffrage | Suffrage | Sièges | Sièges |
| Parti       | Parti                                         | #        | %        | #      | %      |
| ----------- | --------------------------------------------- | -------- | -------- | ------ | ------ |
|             | Parti de la justice et du développement (PJD) | 13 124   | 30,22    | 3      | 50,00  |
|             | Rassemblement national des indépendants (RNI) | 12 352   | 28,44    | 2      | 33,33  |
|             | Parti de l'Istiqlal (PI)                      | 9 895    | 22,78    | 1      | 16,67  |
|             | Parti authenticité et modernité (PAM)         | 2 520    | 5,80     | 1      | 16,66  |
|             | Union constitutionnelle (UC)                  | 2 080    | 4,79     |        |        |
|             | Union socialiste des forces populaires (USFP) | 1 247    | 2,87     |        |        |
|             | Fédération de la gauche démocratique (FGD)    | 955      | 2,20     |        |        |
|             | Parti du progrès et du socialisme (PPS)       | 758      | 1,75     |        |        |
|             | Parti de la réforme et du développement (PRD) | 500      | 1,15     |        |        |
|             |                                               |          |          |        |        |
| Inscrits    | Inscrits                                      | 65 596   | 100,00   |        |        |
| Abstentions | Abstentions                                   | 23 165   | 33,79    |        |        |
| Exprimés    | Exprimés                                      | 43 431   | 66,21    |        |        |

#### Tiznit
| Parti       | Parti                                         | Suffrage | Suffrage | Sièges | Sièges |
| Parti       | Parti                                         | #        | %        | #      | %      |
| ----------- | --------------------------------------------- | -------- | -------- | ------ | ------ |
|             | Rassemblement national des indépendants (RNI) | 20 382   | 34,13    | 2      | 28,57  |
|             | Parti de la justice et du développement (PJD) | 15 496   | 25,95    | 2      | 28,57  |
|             | Parti du progrès et du socialisme (PPS)       | 7 616    | 12,75    | 2      | 28,57  |
|             | Union socialiste des forces populaires (USFP) | 7 506    | 12,57    | 1      | 14,29  |
|             | Parti authenticité et modernité (PAM)         | 4 637    | 7,76     |        |        |
|             | Parti de l'Istiqlal (PI)                      | 4 086    | 6,84     |        |        |
|             |                                               |          |          |        |        |
| Inscrits    | Inscrits                                      | 100 823  | 100,00   |        |        |
| Abstentions | Abstentions                                   | 41 100   | 43,74    |        |        |
| Exprimés    | Exprimés                                      | 59 723   | 56,26    |        |        |

### Répartition des sièges
| Parti | Parti | Agadir Ida-Outanan | Inezgane-Aït Melloul | Chtouka-Aït Baha | Taroudant | Tiznit | Tata | Total |
| ----- | ----- | ------------------ | -------------------- | ---------------- | --------- | ------ | ---- | ----- |
|       | PJD   | 5                  | 7                    | 2                | 4         | 2      | 3    | 23    |
|       | RNI   | 3                  |                      | 1                | 3         | 2      | 2    | 11    |
|       | PI    | 1                  | 2                    | 2                | 3         |        | 1    | 9     |
|       | PAM   | 2                  | 1                    | 2                | 2         |        |      | 7     |
|       | PPS   |                    | 2                    |                  |           | 2      |      | 4     |
|       | USFP  | 1                  |                      |                  |           | 1      |      | 2     |
|       | FGD   |                    |                      | 1                |           |        |      | 1     |